# 회계감사
회계감사(會計監査)는 타인이 작성한 회계기록에 대하여 독립적 제3자가 분석적으로 검토하여 그의 적정 여부에 관한 의견을 표명하는 절차를 말한다. 여기서 회계기록이라 함은 회계장표만을 의미하는 것이 아니고, 회계장표의 객관적 사실을 뒷받침해주는 각종 증빙서류와 회계기록의 내용을 명백히 하는 제사실 모두를 포괄하는 개념이다. 종래의 회계감사는 주로 허위와 부정을 적발하는 데 주안점을 두었다고 할 수 있다. 그러나 현대의 감사는 허위와 부정 및 오류를 적발하기보다 오히려 회계처리가 적정한가를 확인하고, 재무제표상의 여러 계정을 분석하여 그것이 기업의 재무상태와 경영성과를 적정하게 표시하고 있는지를 확인하는데 있다.  물론 이러한 감사를 통하여 모든 허위나 오류가 반드시 적발되지는 않으나 중요한 허위나 오류는 적발할 수가 있으며, 이를 통하여 이러한 오류나 부정을 예방할 수도 있다.

## 회계감사의 종류
회계감사의 기준을 달리 함에 따라 여러 가지 종류로 나눌 수 있는데 이 중에서 중요한 몇 가지를 들어보면 다음과 같다.

### 정기감사와 수시감사
이것은 감사가 실시되는 시기로 본 분류기준이다. 정기감사는 매년 일정한 시기에 행하는 감사이며, 수시감사는 필요에 따라 수시로 행하는 감사를 말한다.

### 내부감사와 외부감사
감사를 담당하는 자가 어떤 조직체의 내부 구성원인가 혹은 그 조직체와는 하등의 이해관계가 없는 외부인이냐에 따라 구분한 것이다. 내부감사라 함은 조직체 내부에서 임명된 감사인이 회계기록과 그 밖에 모든 사항에 걸쳐 감사를 행하는 자기감사를 말한다. 통상 일반 기업에서는 내부감사의 기관으로 감사실 또는 감사과를 두고 있으며, 은행은 감사부 등을 두고 있다. 내부감사의 특징은 감사의 대상이 회계기록에만 국한되는 것이 아니고 인사·조직·구매·제조·보관·판매 등의 경영활동 전반이라는 것이다. 따라서 내부감사는 회계감사라기보다 경영감사가 더욱 적절한 표현이 될 것이다. 이에 반하여 외부감사는 내부감사에 대응되는 개념으로 어떤 조직체(企業)와는 하등의 이해관계가 없는 외부인에 의하여 실시되는 개인감사를 말한다. 즉, 공인회계사·회계법인 등의 직업적 감사인이나 감사원(監査院) 또는 은행감독원·세무관서 등의 특정감사인이 행하는 감사를 지칭한다. 외부감사는 감사 담당자가 당해 조직체와는 직접적으로 이해관계가 없는 독립적 제3자이다. 내부감사는 전술한 바와 같이 감사대상이 회계기록뿐만 아니라 경영전반에 걸치는 데 반하여 외부감사는 그 대상이 대체로 회계기록에 국한된다.

### 임의감사와 법정감사
감사가 법규에 의하여 구속성이 있는가 없는가에 따른 구분이다. 임의감사는 피감사인의 자유의사에 의하여 행해지는 감사로서 그 종류·방법·범위 등이 수의 계약에 의하여 자유로 결정되며 주로 경영자체 혹은 특정 개인의 이익옹호를 위해 행하여지는 것이다. 이에 반하여 법정감사는 법규에 의하여 강제적으로 실시하는 감사로서 사회공공의 이익보호와 재무정보의 신뢰성제고를 위한 사회적 또는 경제정책상의 목적으로 실시하는 감사이다.

### 전부감사와 일부감사
감사의 범위를 표준하여 전부감사와 일부감사로 나눌 수 있다. 전부감사란 장부기입의 거래전부를 증빙자료와 일일이 대조하여 감사하는 방법이다. 이러한 전부감사는 거래량이 많고 회계조직이 복작한 대규모 경영에는 장기간을 요하고 사실상 회계기록 전부를 장기간에 걸쳐 감사하기는 곤란하며 또 실시해 보아도 큰 실익이 없기 때문에 현대감사에서는 거의 적용하지 않고 있다. 일부 감사는 일정 기간의 회계기록 중에서 적당한 부분에 대하여 일부씩을 감사하고 그것이 정당하면 타부분도 정당하다고 추정하는 방법으로 발췌감사(拔萃監査)라고도 한다. 기업이 대규모 경영인 경우에는 전부감사를 실행하는 것은 비용과 시간 면에서 실익이 없으므로 일부감사를 행하는 경우가 대부분이다. 더구나 내부 통제조직이 완비되고 있는 기업체에서는 일부 감사를 실시하더라도 충분히 소기의 목적을 달성할 수 있을 것이다.

### 계속감사와 기말감사
이것은 감사의 시기에 따른 구분이다. 계속감사는 회계연도 중에 계속적으로 실시하는 감사로서 기중감사(基中監査)라고도 한다. 이에 반하여 기말감사(期末監査)는 회계연도말의 결산후에 일반적으로 행하는 감사로서 결산감사라고도 한다. 계속감사와 기말감사는 각각의 장단점이 있기 때문에 양감사를 병행하면 매우 이상적인 감사가 된다. 이 양감사를 결함한 것을 이상감사(理想監査)라 한다. 이 밖에 감사는 그 구분의 표준에 따라 여러 가지 명칭을 붙일 수 있다. 즉, 감사의 횟수에 따라 서면감사와 실지감사, 감사가 행해지는 범위에 따라 정밀감사·대차대조표감사·재무제표감사 등으로 구분할 수 있다.

## 감사인
감사인은 실제로 감사업무를 담당하는 자를 총칭하는 말이다. 따라서 감사인은 자연인이든 법인이든 불문한다. 또한 개인이든 단체이든간에 감사업무를 담당하면 감사인이 된다. 다만 감사업무를 담당하기 위해서는 전문적 지식과 능력, 실무경험이 풍부해야 하며 정신적으로 공정불편의 독립성을 견지해야 한다. 감사인은 감사를 직업으로 하느냐 아니냐에 따라 직업감사인과 비직업 감사인으로 대별되며 비직업감사인은 다시 공적 감사인과 사적 감사인으로 구분된다. 한국의 공인회계사법 상 외부감사는 공인회계사나 회계법인만 가능한 것으로 되어 있어 공인회계사이외의 자격자가 하는 외부감사는 모두 불법이다.

## 감사기준
감사기준은 직업적 감사인이 그 직무를 성실하게 수행하기 위하여 지켜야 할 근본적인 요건을 말한다. 즉, 감사실무상 일반적으로 공정타당하다고 인정된 것을 귀납적으로 요약한 감사의 근본원칙으로서 이를 존중하고 준수해야 할 최소한도의 기준이기도 하다. 우리나라에는 한국공인회계사회가 제정하고 금융위원회가 승인한 회계감사기준과 특정목적 감사기준 등이 있다. 감사기준에는 감사일반기준, 감사실시기준, 감사보고기준 등이 있다. (1) 감사일반기준 ― 이를 인적기준이라고도 하는데 감사인의 적격성의 조건과 감사인이 감사수행상 지켜야 할 규범을 명백히 한 원칙이다. (2) 감사실시기준 ― 이는 현장기준이라고도 하는데 감사의 현장에서 행사할 감사절차의 선택적용을 규제한 원칙이다. (3) 감사보고기준 ― 감사보고기준이란 감사보고서의 기재요건을 규율하는 원칙이다. 감사보고서에 외부관계자가 판단하기 곤란한 자구를 사용한다든가 또는 필요한 기재사항을 고의적으로 누락해서는 그 의의가 상실된다. 따라서 감사보고서의 공정·타당성과 명료성을 확보하기 위해서는 일정한 기준이 필요한데 이것이 감사보고 기준인 것이다.

## 감사증거
감사증거는 감사에 있어서 일정사실의 진위·정부·적부 등을 객관적으로 입증하는 자료로서 감사인이 의견을 표명하는 데 필요불가결한 근거를 말한다. 감사증거가 갖는 증거력 및 적합력은 그 종류와 사건에 따라 상이하나 대체로 직접증거는 간접증거보다, 외부증거는 내부증거보다도 증거력이 강한 반면에 입수하기가 용이치 않고 적합력이 적은 것이다. 직접증거는 감사항목의 부당 또는 적부를 직접적으로 입증하는 증거로서 재산의 물리적 존재, 채권 채무의 확인에 의한 회답서, 각종 증빙 및 증명서 등이다. 간접증거는 일정한 사실을 간접적으로 추론할 수 있는 매체로 내부통제조사서 피감사회사의 재정적 지위, 구두질문에 대한 문답, 과년도 감사보고서 등 대개 직접 증거를 보강하기 위해 사용된다. 내부증거는 피감사기관의 내부에서 입수하는 증거자료로서 입수하기가 용이하고 대부분의 감사항목의 증거에 사용할 수 있다. 내부증거는 각종 회계장부·회계전표·계약서·왕복문서 등이 있다. 외부증거는 내부증거를 보완하기 위하여 감사인 자신이 직접 피감사기관의 외부에서 입수하는 증거자료로서 대개 증거력이 크나 양적 범위가 제한되어 있으므로 내부증거처럼 광범위하게 입수하기가 곤란한 점이 있다.

## 감사기술
감사기술은 감사인이 감사목적을 달성하기 위하여 유효한 감사증거를 입수하는 수단을 말한다. 감사기술은 내부증거를 입수하느냐 또는 외부증거를 입수하느냐에 따라 일반감사기술과 개별감사기술로 구분할 수 있다.

### 일반감사기술
일반감사기술은 증빙대조·장부대조·계산검증 등과 같이 내부증거를 구하는 감사기술로서 다음과 같은 종류가 있다. (1) 증빙대조 ― 증빙대조란 장부기록과 증빙서류를 대조함으로써 그 기록의 정부를 판정하는 감사기술이다. (2) 장부대조 ― 이는 일정항목의 감사에 있어서 상호관련되는 장부를 대조함으로써 전기나 기록의 정부를 확인하는 감사기술이다. (3) 계산검증 ― 계산검증이란 각종 장부 또는 계산표에 있어서의 합계액·차인잔액·적수(積數) 등의 계산을 검산하여 그 수적 정확성을 확인하는 기술이다. (4) 계정대조 ― 이는 총계정원장에 있어서 상호 관계 있는 총계정을 대조하여 그 기록의 정부를 확인하는 기술이다. (5) 전표대조 ― 이는 회계전표와 그 전표에 관계되는 증빙서 및 관계기록을 대조하여 그것의 정부여부를 확인하는 감사기술이다. (6) 통사(通査) ― 통사는 일별 검사라고도 하는데 회계기록·증빙서류 등을 통람함으로써 이상항목이나 예외사항 등을 직관적으로 간취하는 감사기술이다. (7) 열람 ― 이는 각종의 감사자료를 비판적으로 열람하여 회계처리에 관한 절차 및 정당성, 전년도와의 변경유무 등을 파악하는 감사기술이다.

### 개별감사기술
개별감사기술은 외부증거를 구하기 위하여 각 계정에 대하여 개별적으로 적용되는 특수한 감사기술로서 다음과 같은 종류가 있다. (1) 실사(實査) ― 실사란 자산의 현물을 실지로 조사하고 그 수량을 확인하는 감사기술이다. 실사의 대상은 피감사기관이 보유하고 있는 현금이나 받을 어음, 예금증서·유가증권·재고품·고정자산 등인데 실사는 가장 신뢰할 수 있고 가장 유력한 증거를 제공해 주는 감사기술이다. (2) 입회(立會) ― 입회란 재고자산의 실지조사, 그 밖의 각종 사무 및 계산의 타당성을 확인하기 위하여 감사인이 직접 현장에 참석하여 그 상황을 시찰하는 감사기술이다. (3) 확인(確認) ― 확인이란 외부의 거래처에 조회하여 그 거래처책임자의 서명날인이 있는 문서적 회답을 직접 입수하는 감사기술로 주로 채권·채무·은행예금 등의 실재성과 사실여부를 확실히 하기 위하여 행해지는 것이다. (4) 질문(質問) ― 질문이란 감사를 행함에 있어서 불분명한 사실이나 기타의 의문사항에 대하여 회사의 업무담당자나 책임자에게 문의하여 설명 또는 회답을 구하는 감사기술이다. (5) 비교(比較) ― 비교는 2개 이상의 서류 및 숫자에 대한 이동성 또는 불규칙성을 발견하기 위하여 상호대조해 보는 감사기술이다. (6) 계정분석(計定分析) ― 계정분석이란 특정계정에 대해서 차변기입 및 대변기입을 구성요소별로 분해하여 해당계정기입사항의 정확성과 타당성을 확인하는 감사기술이다. (7) 비율음미(比率吟味) ― 비율음미란 재무분석상의 제비율을 응용하여 계정잔액의 정부나 적부를 대국적으로 판단하는 감사기술이다. (8) 조정(調整) ― 조정이란 별개의 원천에서 입수된 관련있는 2개 이상의 수치를 비교하여 상위가 있는 부분에 대하여 시차를 정리함으로써 실질적으로 상호일치함을 확인하는 감사기술로서 당좌예금의 잔액조정 등에 이용된다.

## 감사절차
감사절차는 감사인이 감사의 목적을 달성하기 위하여 필요하도록 충분한 합리적 증거를 입수하고 회계기록의 정확성 또는 타당성에 대해서 자기의 의견을 표명하는 수단 및 방법을 말한다. 감사인이 합리적인 증거를 입수하는 수단 그 자체를 말할 때에는 감사기술이라 하고 이 감사기술이라는 작업용구를 사용해서 실제로 감사 사무작업을 시행하는 방법을 말할 때에는 감사절차라고 하는 것이다. 감사절차는 일반적으로 정규의 감사절차와 기타의 감사절차로 구분된다.

### 정규의 감사절차
정규의 감사절차는 감사의 관행에 의하여 감사인이 통상 실시하여야 할 감사절차로서 실시가능하고 합리적인 한 생략해서는 안 되는 중요한 절차이다. 이 절차에는 감사목적 및 실질적 내용에 따라 예비조사 절차, 거래기장의 감사절차, 계정잔액의 감사 절차, 결산기장의 감사절차로 구분한다. (1) 예비조사 절차 ― 예비조사 절차는 감사착수 전에 감사를 실시할 준비로서 피감사기관의 회계제도·내부 통제조직, 그 밖에 기초적 중요사항에 대해서 조사하는 것으로 감사계획 작성의 준비단계 절차인 것이다. (2) 거래기장의 감사절차 ― 이 절차는 회계기록이 계속성의 원칙에 입각하여 일반적으로 인정된 회계원칙에 준거해서 기장되고 있는가의 여부를 확인하는 절차이다. (3) 계정잔액의 감사절차 ― 계정잔액의 감사절차는 기말 각 계정잔액의 정부 또는 적부를 음미하는 절차인데, 그 대표적인 예를 들어보면 현금·어음·외상채권·유가증권 등의 실사, 외상매출금·외상매입금·미지급금의 확인, 예금 잔액증명서에 의한 예금잔액의 감사, 재고자산의 실사 등이다. (4) 결산기장의 감사절차 ― 이 절차는 결산절차의 일환으로 기말에 행해지는 결산정리의 기장이 타당성 있게 이루어졌는가를 검토하는 절차이다.

### 기타의 감사절차
기타의 감사절차란 감사인이 그때 그때의 사정에 따라 정규의 감사 절차 이외에 필요하다고 인정하여 채택하는 일체의 감사절차로서 감사인의 자유로운 판단에 의하여 적당하게 선택된 것이다. 기타의 감사절차에는 보족적(補足的) 감사절차와 대용적(代用的) 감사절차의 2가지가 있다. (1) 보족적 감사절차 ― 이 절차는 정규의 감사절차를 보완해 주는 절차로서 회계기록의 신뢰성을 확인하기 위하여 감사증거를 보충하고 그 외 감사계획에 정하지 않은 사항에 대하여 추가적으로 행하는 관습적 절차를 말한다. (2) 대용적 감사절차 ― 대용적 감사절차는 정규의 감사절차가 실시 불가능하거나 기타의 이유로 생략된 경우 대용적으로 집행하는 감사절차이다.

## 감사계획
감사계획은 감사절차의 계획화와 감사업무를 원활하게 수행하기 위한 수단으로 감사개시에 앞서서 감사기술의 선택, 감사절차와 그 적용범위, 집행순위, 소요인원과 감사담당자의 배치, 소요시간의 배당 등을 종합화한 것을 말한다. 감사계획은 전진적 감사계획과 예정적 감사계획으로 크게 구분된다. 전진적 감사계획은 감사의 범위·성질·목적·한계 등을 개괄적으로 예정하고 감사의 진행에 따라서 순차로 보완하는 잠정적 계획으로서 이것은 초도 감사를 비롯하여 이용범위가 넓은 일반적 감사계획이다. 예정적 감사계획은 감사 개시 이전에 실시할 감사절차의 전부를 인쇄된 소정용지에 상세히 작성하는 것으로 이것은 연속 감사시 또는 소규모회사의 초도감사에 유용한 계획이다.

## 내부통제조직과 시사
내부통제조직은 광의로 해석해 보면 어떤 조직체의 최고경영관리층이 수립한 경영정책에 따라 실제 경영활동을 비교·검토·평가하는 계산적 통제를 의미한다. 그러나 협의로 보면 회계자료의 정확성과 신뢰성을 검증하기 위한 조직으로 주로 회계의 절차나 방법을 통해서 행하는 관리방식이며 내부통제조직의 범주가 내부감사제도와 내부견제제도에 한정되는 것이다. 현대 회계감사의 특색은 시사(試査)에 의한 재무제표 감사이다. 따라서 회계감사에서 보는 내부 통제조직은 시사를 가능케 하는 전제 조건인 내부 견제제도와 내부 감사제도만으로 한정하는 것이 타당한 개념이다. 내부 견제제도는 경영조직 내부에 있어서 사무관리나 기장절차를 2인 이상에게 분담시켜 그 중 1인이 처리한 사무행위가 과학적인 권한·책임의 배분에 의해서 자동적으로 다른 사람이 처리한 사무행위와 상호 부합되도록 견제함으로써 사무내용의 정부를 자동적으로 검증 혹은 조화시키기 위하여 고안된 조직이다. 시사는 시험적 검사의 약칭으로 감사 대상의 일부를 추출하여 정밀하게 검사하여 그 결과로서 감사 대상 전체의 정부를 추정하는 감사기술이다. 시사의 이론적 근거는 수학적 확률론에 있다. 즉, 감사에 있어서 감사 대상의 모든 항목이나 사항을 전부 검사할 필요는 없고 전체의 대표가 되는 몇 가지 표본을 추출하여 세밀하게 검사하면 표본추출방식에 이상이 없을 때에는 전체를 정사하는 것과 동일한 결론을 얻게 된다.

## 재무제표감사
재무제표감사는 기업이 작성하는 재무제표의 적정성 여부에 관하여 독립 불편의 제3자인 감사인이 공정한 입장에서 분석적으로 비판검토하여 전문가로서의 의견을 표명함으로써 재무제표에 대한 사회의 신뢰성을 높이고자 하는 감사제도로서 주로 주주·채권자, 기타 이해관계자의 이익보호에 목적이 있다. 이 제도는 미국에서 발달하였는데, 한국의 경우 상법에서는 매결산기마다 재무제표의 작성·보고·공시를 의무화하고 있고 공익과 투자자의 보호를 위해 증권거래법·제무제표감사증명에 관한 규정에서 제도화되어 있다.